# Балдасо, Родриго
Родриго Балдасо да Коста (порт. Rodrigo Baldasso da Costa; 27 августа 1980, Ленсойс-Паулиста, Бразилия) — бразильский футболист, защитник.

## Биография
Родриго — воспитанник школы «Понте-Преты» из Кампинаса, где и начал свою профессиональную карьеру в 2001 году. В 2004 году успешно выступал за Сан-Паулу, после чего получил приглашение от киевского «Динамо». В составе этой команды становился чемпионом Украины, дважды завоёвывал Кубок страны, и ещё дважды — Суперкубок. Последние два года контракта с киевлянами Родриго провёл на правах аренды на родине, выступая за «Фламенго», «Сан-Паулу» и «Гремио».
В 2011 году Родриго на правах свободного агента перешёл в «Интернасьонал», но закрепиться в основе «колорадос» ему не удалось (в первую очередь из-за обнаруженной тромбоэмболии лёгочной артерии), и в следующем году он перешёл в «Виторию» из Салвадора, а спустя год вновь сменил команду, присоединившись к «Гоясу».
С 2014 по 2017 год Родриго выступал за «Васко да Гаму», где был капитаном команды, где стал капитаном команды.

## Титулы и достижения
- Чемпион Бразилии (1): 2008
- Чемпион штата Рио-де-Жанейро (1): 2008
- Чемпион штата Риу-Гранди-ду-Сул (1): 2011
- Чемпион Украины (1): 2006/07
- Обладатель Кубка Украины (2): 2006, 2007
- Обладатель Суперкубка Украины (2): 2006, 2007